# Powiat złoczowski (Galicja)
Powiat złoczowski – dawny powiat kraju koronnego Królestwo Galicji i Lodomerii, istniejący w latach 1867–1918.
Siedzibą c.k. starostwa był Złoczów. Powierzchnia powiatu w 1879 roku wynosiła 7,3733 mil kw. (424,26 km²), a ludność 107 267 osób. Powiat liczył 144 osady, zorganizowane w 135 gmin katastralnych.
Na terenie powiatu działały 3 sądy powiatowe – miejski delegowany sąd w Złoczowie, w Olesku i Zborowie.

## Starostowie powiatu
- Ferdynand Pluschk (1871–1882)
- Edwin Płażek (1890)
- Adam Eugeniusz Leszczyński (od ok. 1908 do 1914)[1][2][3][4][5][6]

## Komisarze rządowi
- Władysław Dobiecki (Grzymała-Dobiecki, 1871)
- Emil Flechner (1871)
- Edwin Płażek, Franciszek Sladek (1879–1882)
- Antoni Wybranowski-Poray (1890)
- Ludwik Osuchowski (m.in. w 1912)[7]
- Eckhardt (1917)[8]